# 히오스 학살

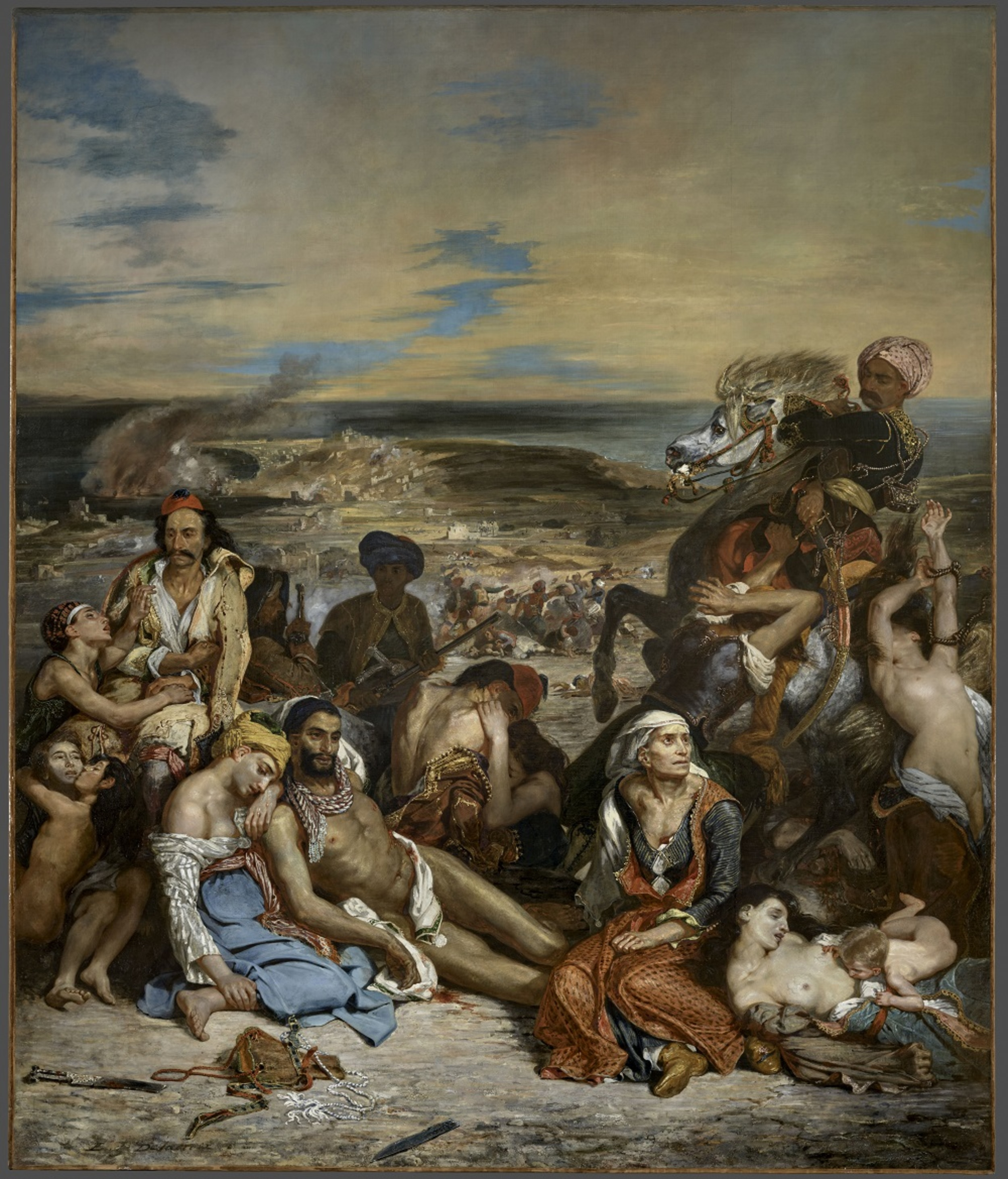
Eugène Delacroix가 그린 "히오스 섬의 학살"‚ 1824년

히오스 대학살(Chios massacre) 은 1822년 오스만 제국 군대가 히오스 섬에서 수 만명의 그리스인을 학살한 사건이다.

## 배경
1822년 3월 이웃한 섬 사모스에서 수 백명의 그리스 사람들이 히오스에 상륙했고 히오스 섬 주민들이 반란에 가담하도록 설득했다. 이들은 모스크를 파괴하고 투르크 사람들을 공격했다. 일부 히오스 섬주민도 이에 동참했다. 하지만 주민 대부분은 오스만 제국에 대항하지 않았다.

## 피해
오스만 제국 군대의 대학살로, 히오스 섬 사람 82,000여 명이 살해되거나 혹은 굶주림이나 고문으로 죽었다. 그리스 사람 50,000명이 노예가 됐으며, 또 23,000명이 추방됐다. 섬에서 살아남은 그리스인은 2,000명도 되지 않았다. 섬이 황폐해지고 이 곳 생존자들이 유럽 전역에 흩어지면서 그리스어 낱말 '재앙'(katastrofi)은 이 사건을 일컫는데 보통 쓰인다. 히오스 대학살은 자세하게 기록되고 전해져 유럽에서 공분을 일으켰다. 프랑스 화가 외젠 들라크루아는 이 사건의 공포를 묘사한 히오스 섬의 학살을 그렸다.